# Maxim-Tokarew
Das MT (russisch Пулемёт Максима-Токарева) war ein leichtes sowjetisches Maschinengewehr im Kaliber 7,62 × 54 mm R.

## Entwicklung
Nach dem russischen Bürgerkrieg gab es in der Sowjetunion immer wieder Versuche, leichte Maschinengewehre auf Grundlage des Awtomat Fjodorowa zu entwickeln. Die Vorgabe, die Ordonnanzpatrone 7,62 × 54 mm R zu verwenden, führte aber immer wieder dazu, dass diese Waffen unter verschiedenen Problemen litten und in der Folge nicht in die Bewaffnung der Roten Armee übernommen wurden. Fjodor Wassiljewitsch Tokarew, der Leiter der Tulaer Waffenfabrik, entwickelte Mitte der 1920er-Jahre auf Grundlage des schweren Maxim-MGs PM 1910 ein leichtes MG, das zwar schwerer, dafür aber zuverlässiger als die anderen lMGs war. Das Konzept ähnelte dem des MGs 08/18.
Aus einem Vergleichsschießen mit der Waffe Kolesnikows, ebenfalls auf Basis des PM 1910, ging das MT 1925 als Sieger hervor und wurde in die Bewaffnung der Roten Armee übernommen. Bis 1927 wurden 2450 Stück hergestellt, erhaltene Exemplare deuten darauf hin, dass die Produktion mindestens bis 1928 anhielt und insgesamt mehr als 5000 Stück hergestellt wurden. Obwohl die Produktion eingestellt wurde, nachdem das DP ab 1928 zur Verfügung gestanden hatte, kam das MT noch im spanischen Bürgerkrieg und im zweiten chinesisch-japanischen Krieg in den späten 1930er-Jahren zum Einsatz.

## Beschreibung
Das Maxim-Tokarew war ein aufschießender Rückstoßlader mit kurz zurückgleitendem Lauf und Kniegelenkverschluss. Der Lauf war von einem geschlitzten Laufmantel umgeben, an dem sich auch das Korn und ein Zweibein befand. Die Waffe verfügte über einen einfachen Vollholzkolben. Die Munitionszufuhr erfolgte von rechts mit Gewebe- oder Metallgurten, die mit denen des PM 1910 austauschbar waren.